# Зинченко, Павел Михайлович
Павел Михайлович Зинченко (1922-1994) — старшина Рабоче-Крестьянской Красной армии, участник Великой Отечественной войны, полный кавалер ордена Славы.

## Биография
Павел Михайлович Зинченко родился 22 августа 1922 года в селе Асенкритово (ныне — Убинский район Новосибирской области). После окончания семи классов школы трудился кузнецом в колхозе «Красный путь». 12 марта 1944 года Зинченко был призван на службу в Рабоче-Крестьянскую Красную Армию и спустя двенадцать дней был направлен на фронт Великой Отечественной войны. Участвовал в освобождении Украинской и Молдавской ССР, Польши, боях в Германии, освобождении Чехословакии. Воевал номером миномётного расчёта миномётной батареи 936-го стрелкового полка 254-й стрелковой дивизии 73-го стрелкового корпуса 52-й армии.
Неоднократно отличался в боях. Так, 19 августа 1944 года при прорыве немецкой обороны к северо-западу от румынского города Яссы расчёт Зинченко подавил огонь миномётной батареи, уничтожили вражеский пулемётный расчёт, до 10 солдат и офицеров, проволочные заграждения. Во время последующего наступления Зинченко исполнял обязанности связного командира батареи, с риском для собственной жизни доставляя донесения командованию и передавая его распоряжения. В один из дней им было обнаружено скопление вражеской техники и навёл на него огонь миномётов, благодаря чему враг понёс чувствительные потери. 29 августа 1944 года в районе румынского села Мелеешть им было уничтожено до 15 вражеских солдат, и ещё 30 было захвачено при его участии в плен. За это 3 сентября 1944 года Зинченко был награждён орденом Славы 3-й степени.
12 января 1945 года во время боёв на Сандомирском плацдарме он обнаружил 4 пулемётные точки, 2 миномётные батареи, 1 противотанковое орудие. Все эти цели были подавлены благодаря его целеуказания. 13 января 1945 года на подступах к городу Хмельник таким же образом Зинченко выявил местонахождение 2 пулемётных точек и 1 противотанковое орудие. 24 января 1945 года при отражении немецкой атаки в районе железнодорожной станции Гиммель (Емельна) он лично уничтожил 13 солдат и офицеров противника. 29-30 января 1945 года в боях на плацдарме на западном берегу Одера Зинченко уничтожил 6 немецких солдат, а также подорвал гранатой пулемётчика. В тот же день он обнаружил скопление немецкой пехоты и вовремя сообщил о нём командованию, сорвав тем самым готовившуюся врагом контратаку. 9 марта 1945 года Зинченко был награждён орденом Славы 2-й степени.
16 апреля 1945 года к северу от города Гёрлица в Германии Зинченко обнаружил пулемётную точку и артиллерийское орудие, которые были уничтожены огнём его миномётной батареи. 23 апреля 1945 года при отражении немецкой контратаки он, ведя огонь из автомата, уничтожил 11 солдат и офицеров противника. 25 апреля 1945 года, проводя с наблюдательного пункта разведку, Зинченко обнаружил готовившихся к контратаке пехотинцев и доложил о них командиру, что позволило рассеять скопление вражеских солдат, уничтожив до 70 из них. 27 июня 1945 года Указом Президиума Верховного Совета СССР он был удостоен ордена Славы 1-й степени.
В ноябре 1946 года в звании старшины Зинченко был демобилизован. Проживал в Омске, работал электромонтёром в Омских электросетях. В 1984 году вышел на пенсию. Умер 15 августа 1994 года, похоронен на Ново-Южном кладбище Омска.

## Награды
- Орден Отечественной войны 1-й степени (06.04.1985);
- Орден Славы 1-й степени (27.06.1945);
- Орден Славы 2-й степени (09.03.1945);
- Орден Славы 3-й степени (03.09.1944);
- Медали.